# Vanessa Fierro
Maria Vanessa Fierro Pastor est une scientifique des matériaux d’origine espagnole.  Elle s'intéresse aux matériaux biosourcés, qu’ils soient de nature organique ou carbonée. En 2020, elle reçoit la médaille d'argent du CNRS. Vanessa Fierro est enseignante chercheuse à l’ENSTIB (Ecole Nationale Supérieure des Technologies et Industrie du Bois), directrice de recherche au CNRS et responsable de l’équipe matériaux bio-sourcés de l’Institut Jean Lamour. 

## Biographie
Vanessa Fierro fait des études de génie chimique à l'université de Saragosse. Elle y soutient également sa thèse en chimie en 1998 à l'institut de carbochimie (ICB) du conseil supérieur de la recherche scientifique. Elle y effectue également sa première année de recherches postdoctorales. En juillet 1999, elle effectue sa deuxième année de recherches à l'IFP Énergies nouvelles. Entre novembre 2000 et décembre 2001, elle travaille au CNRS à l'Institut de recherches sur la catalyse et l'environnement de Lyon. Entre 2002 et décembre 2005, elle retourne en Espagne où elle effectue des recherches à l'université Rovira i Virgili. En janvier 2006, elle devient directrice de recherches au CNRS à l'Institut Jean Lamour de l'Université de Lorraine. Elle y dirige l'équipe matériaux bio-sourcés. Ses recherches contribuent à trouver de nouveaux matériaux poreux dérivés de ressources naturelles telles que les protéines, les polysaccharides ou les polyphénols. 

## Récompenses et honneurs
- 2017 : bourse Micromeritics Grant[3]
- 2019 : prix international Charles E. Pettinos de l'American Carbon Society avec Alain Celzard[4]
- 2020 : médaille d'argent du CNRS[5]